# John Broderick
John Charles "Jack" Broderick (Cornwall, Ontario, 5 de juny de 1875 - 12 de juliol de 1957) va ser un jugador de Lacrosse canadenc que va competir a principis del segle xx. El 1908 va prendre part en els Jocs Olímpics de Londres, on guanyà la medalla d'or en la competició per equips de Lacrosse, com a membre de l'equip canadenc.
Durant la Primera Guerra Mundial va falsificar les seva data de naixement per poder prendre-hi part. Es llicencià com a sergent i dedicà la resta de la seva vida a regentar un hotel a Cornwall.